# The House of Hate

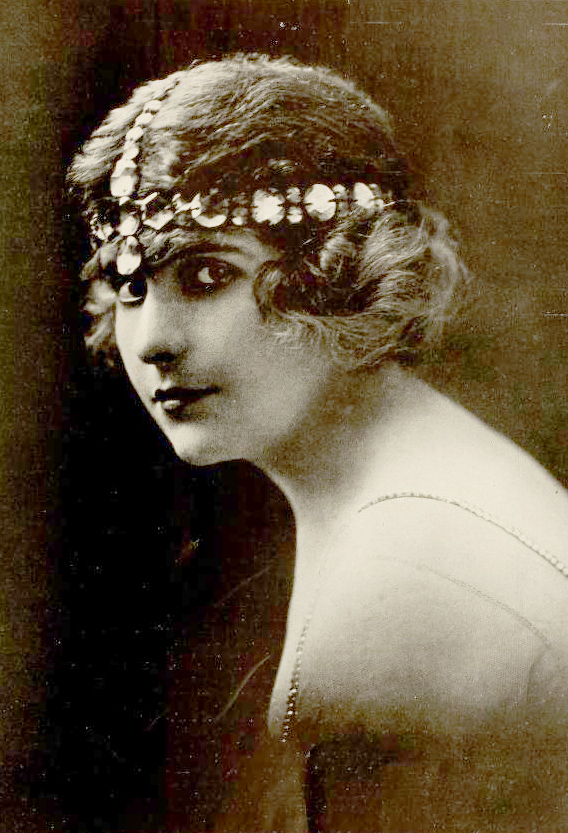
Pearl White, estrela do seriado.

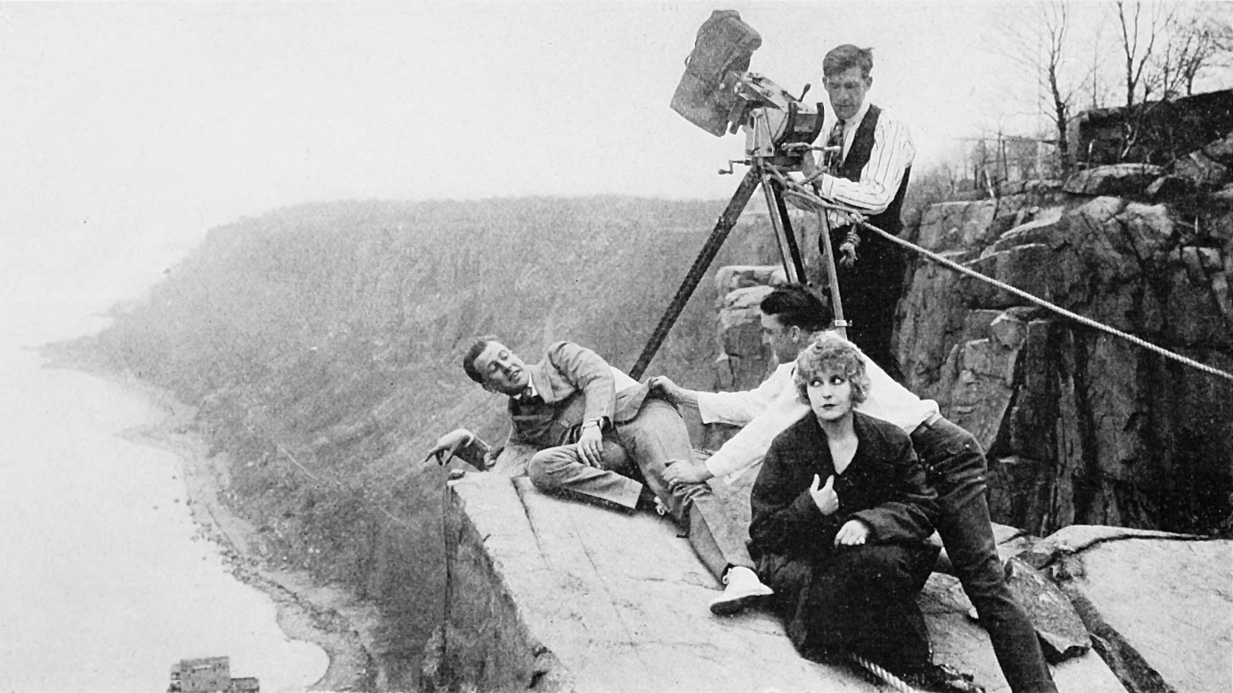
Cena da filmagem do seriado The House of Hate, apresentando Pearl White, Antonio Moreno, o diretor George B. Seitz e o cinegrafista Arthur Charles Miller.

The House of Hate é um seriado estadunidense de 1918, dirigido por George B. Seitz, em 20 capítulos, categoria ação, e estrelado por Pearl White e Antonio Moreno. Foi produzido quando os primeiros estúdios de cinema, no início da indústria cinematográfica, eram localizados em Fort Lee, Nova Jérsei, considerado, atualmente, o local de nascimento real da indústria cinematográfica. O seriado foi produzido pela Astra Film Corporation, distribuído pela Pathé Exchange, e veiculou nos cinemas dos Estados Unidos entre 10 de março e 21 de julho de 1918.
Este seriado era considerado perdido, porém a Fort Lee Film Commission localizou a existência de parte deste seriado em um arquivo de filmes em Moscou, na Rússia. Os arquivistas russos enviaram para a Fort Lee Film Commission um vídeo com algumas imagens, incluindo o de Pearl White no Cliffhanger Point, em Hudson Palisades.

## Sinopse
Uma jovem herdeira de uma fábrica de armas dos Estados Unidos é ameaçada por um homem mascarado após seu pai ser assassinado. O criminoso pode ser um membro de sua família ou um agente alemão, que quer obter informações sobre os produtos da fábrica.

## Elenco
- Pearl White … Pearl Grant
- Antonio Moreno … Harry Gresham
- Peggy Shanor … Naomi Walden
- J.H. Gilmour … Winthrop Walden (creditado John Gilmour)
- John Webb Dillon … Haynes Walden
- Floyd Buckley
- Paul Dillon
- Joe Cuny
- Paul Clerget
- Ruby Hoffman
- Helene Chadwick
- Louis Wolheim
- Paul Panzer

## Capítulos
1. The Hooded Terror
2. The Tiger's Eye
3. A Woman's Perfidy
4. The Man from Java
5. Spies Within
6. A Living Target
7. Germ Menace
8. The Untold Secret
9. Poisoned Darts
10. Double Crossed
11. Haunts of Evil
12. Flashes in the Dark
13. Enemy Aliens
14. Underworld Allies
15. The False Signal
16. The Vial of Death
17. The Death Switch
18. At the Pistol's Point
19. The Hooded Terror Unmasked
20. Following Old Glory